# Iglesia de San Miguel (Gurendes)
La iglesia de San Miguel es un edificio situado en la localidad española de Gurendes, en la provincia de Álava.

## Descripción
El edificio se encuentra en la localidad española de Gurendes, del municipio de Valdegovía, perteneciente a la provincia de Álava, en la comunidad autónoma del País Vasco. Se menciona como iglesia parroquial del lugar en el noveno volumen del Diccionario geográfico-estadístico-histórico de España y sus posesiones de Ultramar de Pascual Madoz, donde aparece descrita con las siguientes palabras: «igl. parr. (San Miguel Arcángel), servida por un cura párroco y un sacristan».